# Carl Adolph Thortsen
Carl Adolph Thortsen, född den 22 december 1798 i Köpenhamn, död den 3 augusti 1878, var en dansk litteraturhistoriker.
Thortsen blev filosofie doktor 1836 och var rektor vid lärda skolan i Randers 1844-57. Han skrev ett banbrytande arbete, Forsøg til en dansk Metrik (2 band, 1833-34), och en för sin tid förtjänstfull Historisk Udsigt over den danske Literatur (1839; 6:e upplagan 1866). Hans Efterladte Smaaskrifter utkom 1880. Han kritiserade skarpt Öhlenschläger och stod J.L. Heiberg nära.